# Pat Monahan
Patrick Timon Monahan, detto Pat (Erie, 28 febbraio 1969), è un cantante, attore e compositore statunitense, frontman dei Train.

## Biografia
Monahan è nato ad Erie in Pennsylvania. Dal 1994 è il cantante e leader dei Train. Il 18 settembre 2007 ha lanciato il suo primo album da solista, Last of Seven, seguito da un tour a livello nazionale. Successivamente ha intrapreso un secondo tour acustico più piccolo; questo tour ha ispirato l'album Last of Seven Acoustic, disponibile solo attraverso download digitale. Il suo primo singolo da solista è stato Her Eyes, trasmesso nelle stazioni radio a partire da luglio ed ha raggiunto la top 10 della classifica Hot AC. Il suo secondo singolo è stato Two Ways to Say Goodbye.
In Last of Seven, Monahan duetta con la cantante folk-rock Brandi Carlile, con una special guest appearances di Richie Sambora e Graham Nash. Monahan ha scritto, insieme a Guy Chambers, due canzoni per Tina Turner, presenti nell'album Tina!: Her Greatest Hits.
Nel 2009 ha recitato in una puntata di CSI: NY intitolata "Second Chances" interpretando Sam Baker, un cantante indagato di omicidio. Nello spezzone lui e gli altri componenti dei Train stanno registrando Hey, Soul Sister in studio. A fine puntata, scagionato, lo si può rivedere nello studio di registrazione cantare Calling All Angels. Nel settembre 2010 Pat ha partecipato all'album di cover pubblicato da Carlos Santana, Guitar Heaven: The Greatest Guitar Classics of All Time, cantando il brano Dance The Night Away.

## Vita privata
Monahan vive attualmente dividendosi tra Seattle, San Francisco e Issaquah (Washington), dove risiede insieme alla sua seconda moglie, Amber Peterson. Ha quattro figli: due nati dal primo matrimonio, terminato col divorzio, e due dal secondo.

## Discografia

### Da solista
Album studio
- 2007 - Last of Seven

Album live
- 2008 - Last of Seven Acoustic

Singoli
- 2007 - Her Eyes
- 2008 - Two Ways to Say Goodbye

## Filmografia

### Televisione
- CSI: NY - serie TV, episodio 6x11